# Jacob Bruce (General)

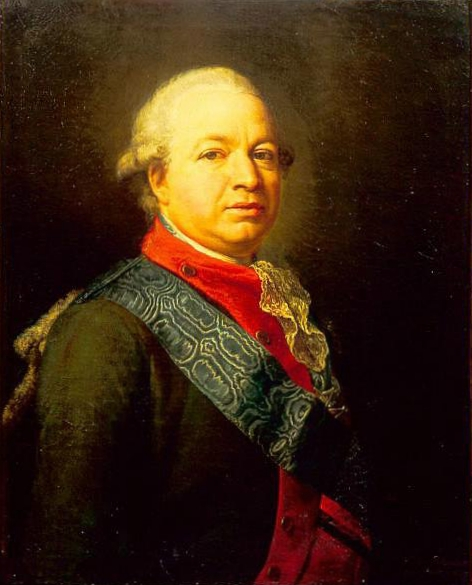
Jacob Bruce, Porträt (1782) von Dmitri Lewizki

Graf Jacob Bruce (russisch Яков Александрович Брюс; * 1732; † 19. Novemberjul. / 30. November 1791greg. in Sankt Petersburg) war russischer General en chef und zeitweise Oberbefehlshaber von Moskau.

## Leben

### Familie
Jacob war der letzte männliche Spross der russischen Grafenfamilie Bruce. Seine Eltern waren der russische Generalmajor Graf Alexander Bruce (1708–1752) und Prinzessin Katharina Alexejewna Dolgorukowa (1712–1747).
Er vermählte sich mit Praskowja Alexandrowna Rumjantsewa (1729–1786), Tochter von General Alexander Iwanowitsch Rumjanzew (1680–1749). Aus der Ehe ging Gräfin Katarina Bruce (1776–1821) hervor, welche wiederum mit dem russischen Botschafter in Sizilien Wassili Walentinowitsch Mussin-Puschkin (1773–1836) vermählt war.

### Werdegang
Er begann seine Laufbahn in der Armee im Semjonow-Regiment und avancierte 1750 ebd. zum Fähnrich, 1751 zum Sekondeleutnant sowie 1755 zum Premierleutnant. Im Siebenjährigen Krieg konnte er sich bei Groß-Jägersdorf auszeichnen, nahm auch an der Belagerung von Küstrin und der Schlacht bei Zorndorf teil. 1761 wurde er zum zweiten Major des Semjonowskoje-Leibgarderegiments ernannt und zwei Tage später zum Generalmajor befördert. Im Februar 1762 erhielt er den Orden der heiligen Anna. Bis zum Jahr 1773 war er zum General en chef aufgestiegen und befehligte eine Division. Während des türkischen Krieges befehligte er in der Schlacht von Larga die gesamte linke Flanke und nahm auch an der Schlacht von Cahul teil. Zum Ende des Jahres 1770 wurde er von der Front abberufen und 1773 zum Befehlshaber der finnischen Division ernannt.
Bruce war vom 4. September 1784 bis 26. Juni 1786 Oberbefehlshaber von Moskau.
Er war Inhaber des Alexander-Newski-Ordens, des St. Wladimir-Ordens I. Klasse und des St.-Andreas-Ordens. Er wurde im Alexander-Newski-Kloster begraben.